# Teucrium simplex
Teucrium simplex là một loài thực vật có hoa trong họ Hoa môi. Loài này được Vaniot miêu tả khoa học đầu tiên năm 1904.